# Bagheera kiplingi
Bagheera kiplingi Peckham & Peckham, 1896 è un ragno appartenente alla famiglia Salticidae.
È noto per la sua dieta peculiare ed unica, tra le oltre 50.000 specie di ragni, che include principalmente fonti vegetali.

## Etimologia
Il nome del genere deriva da Bagheera, personaggio in forma di pantera nera de Il libro della giungla e Il secondo libro della giungla, mentre il nome della specie deriva dall'autore dei due libri, Rudyard Kipling.

## Distribuzione
La specie è stata rinvenuta dal Messico fino in Costa Rica.

## Tassonomia
È la specie tipo del genere Bagheera.
Attualmente, a ottobre 2021, non sono note sottospecie.